# محنا انصاری
محنا انصاری (نپالی: मोहना अन्सारी)، (انگلیسی: Mohna Ansari) یک فعال حقوق بشر و اولین زن وکیل از جامعه مسلمین نپال و یکی از اعضای کمیسیون حقوق بشر ملی نپال است.

## دوران جوانی
محنا انصاری در یک خانواده متوسط فقیر مسلمان به‌دنیا آمد. در جریان اصلاحات ارضی در نپال یک قطعه زمین به پدرش تعلق گرفت اما پس از چندی یک مدعی برای این زمین پیدا شد و کار اختلاف به دادگاه کشیده شد و در دادگاه از پدر وی سلب مالکیت گردید، و این انگیزه‌ای برای محنا شد تا در آینده وکیل دادگستری بشود. خانواده با کار پدر در یک کارگاه نجاری امرار معاش می‌کرد. پدر و مادر او هر دو بیسواد بودند و علاقه داشتند که فرزندانشان مدرسه رفته باسواد شوند، لذا برادرانش به یک مدرسه شبانه‌روزی زبان انگلیسی فرستاده شدند و او به یک مدرسه دولتی رفت و خوشحال بود که علاوه بر علوم اسلامی علوم جدید را هم آموزش می‌بیند. او یک بورس تحصیلی سه ساله گرفت و بعد از آن در یک کالج دولتی ثبت نام کرد و در سال ۲۰۰۳ لیسانس حقوق گرفت.

## مشاغل دولتی
در فاصله سال‌های ۲۰۱۰ تا ۲۰۱۴ در سمت کمیساریای عالی در کمیسیون زنان ملی نپال کار کرد. سپس به عنوان مشاور ارشد ایده بین‌المللی خدمت کرد و در ماه اکتبر سال ۲۰۱۴ به عنوان یکی از اعضای کمیسیون حقوق بشر ملی نپال معرفی شد.

## فعالیت‌ها
او در ضمن تحصیل مقالاتی در مورد مسایل زنان و کودکان برای روزنامه‌های محلی می‌نوشت. بدین‌ترتیب وی کار خود را در سنین جوانی در حرفه روزنامه‌نگاری شروع کرد. او در سال ۲۰۰۴ در دوره «حقوق بشر و مطالعات صلح» که توسط انجمن حقوق بشر آسیای جنوبی ترتیب داده شده بود، شرکت کرد؛ و مقالاتی در رابطه با مسایل زنان و کودکان گزارش می‌کرد و گاهی با عفو بین‌الملل شعبه نپال و نیز با سازمان حقوق بشری و غیردولتی INSEC کار می‌کرد. بعد از اینکه در سال ۲۰۰۳ فارغ‌التحصیل گردید، به انجمن حقوق نپال در شهر بانکه پیوست، و یک برنامه کمکهای حقوقی برای زنان و کودکان آسیب‌پذیر (بی‌پناه) ترتیب داد. بین سال‌های ۲۰۰۴ تا ۲۰۱۰ او با سازمانهای مختلفی که در زمینه حقوق بشر فعالیت داشتند، کار می‌کرد. او تحقیقات خود در مورد مسایل زنان و کودکان را به انجمنهای بین‌المللی در هند، پاکستان، بنگلادش، سریلانکا، فیلیپین، اندونزی، مالزیا، تایلند، کامبوج، هلند، بلژیک و ایالات متحده آمریکا می‌فرستاد.